# Jayavarman VII

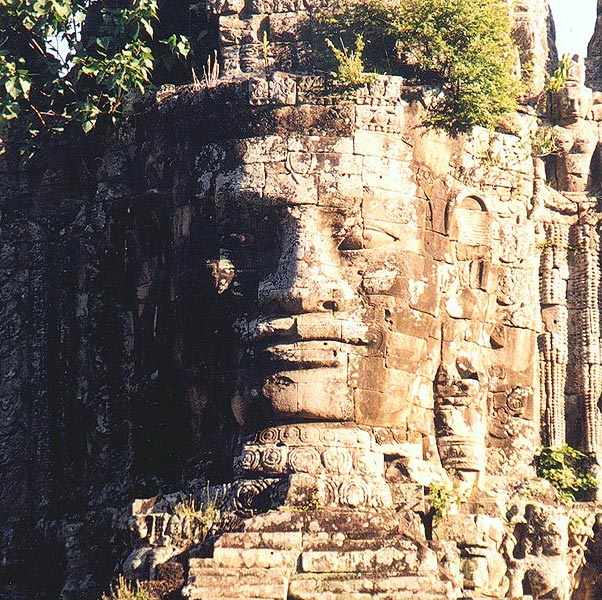
Porte sud du Bayon, visage du Bodhisattva Avalokiteshvara Angkor Thom.

Jayavarman VII (khmer : ជ័យវរ្ម័នទី៧, né à une date inconnue (avant 1150), mort en 1218 ou 1219, est le dernier grand roi bâtisseur de l'empire khmer. Il régna de 1181 à 1218 ou 1219 (?). Son nom posthume est Mahā Paramasangata Pada.

## Biographie
Il était le fils de Dharanindra Varman II. Il était également un parent proche, frère cadet ou cousin du roi Yaçovarman II qui avait succédé à son père et dont il était un fidèle, ainsi que son propre fils aîné. Après le meurtre de Yaçovarman II en 1165 ou 1166 alors qu'il était absent du royaume, il s'exile avec sa famille au Champā. Il quitte ce pays lorsque les Chams, après avoir vaincu et tué l'usurpateur Tribhuvanâditya-Varman, occupent le Cambodge.
Jayavarman réussi à chasser les Chams qui avaient mis à sac Yasodharapura (Angkor) en 1177, avant d'annexer leur pays. Dans le même temps, il étend son territoire à l’ouest, englobant la majeure partie de ce qui constitue de nos jours la Thaïlande, jusqu’à la Birmanie, et, au nord, s’implante jusqu’à la région de l’actuelle Vientiane.
La reconstruction de Yasodharapura est menée tambour battant et donne lieu à d’importantes transformations. Les faubourgs font place à une enceinte fortifiée et à des douves. Le Bayon, nouveau temple d’État, renouvelle le genre des temples montagnes. Jayavarman fait également ériger deux temples aux ancêtres : Ta Prohm en mémoire de sa mère et de son maître spirituel ainsi que le Preah Khan en l’honneur de son père. À l’est de ce dernier ouvrage, qui a aussi servi de capitale en attendant l’achèvement d’Angkor Thom, est bâti un Baray au centre duquel est posé un temple nilomètre, le Neak Pean. Si tous ces temples sont consacrés au bouddhisme mahāyāna, les divinités de la trimūrti hindouiste ne sont pas pour autant oubliées et occupent une place secondaire. Mais ces travaux ne se limitent pas à la seule capitale et les voies de communication sont réhabilitées à travers l’ensemble du pays, parsemées de ponts de pierre et de gîtes d’étape dans lesquels trône un buste du monarque afin de mieux représenter l’omniprésence du maître de l’empire et la centralisation des institutions.
Mais le décès de Jayavarman à la fin des années 1210 va marquer un brutal coup d’arrêt à cette politique de prestige. Les travaux en cours seront interrompus et ceux qui reprendront après quelques années le seront avec des moyens réduits. Les nouvelles constructions de monuments ne seront plus que de pâles copies des existants sans réel esprit d’innovation.

## Unions et postérité

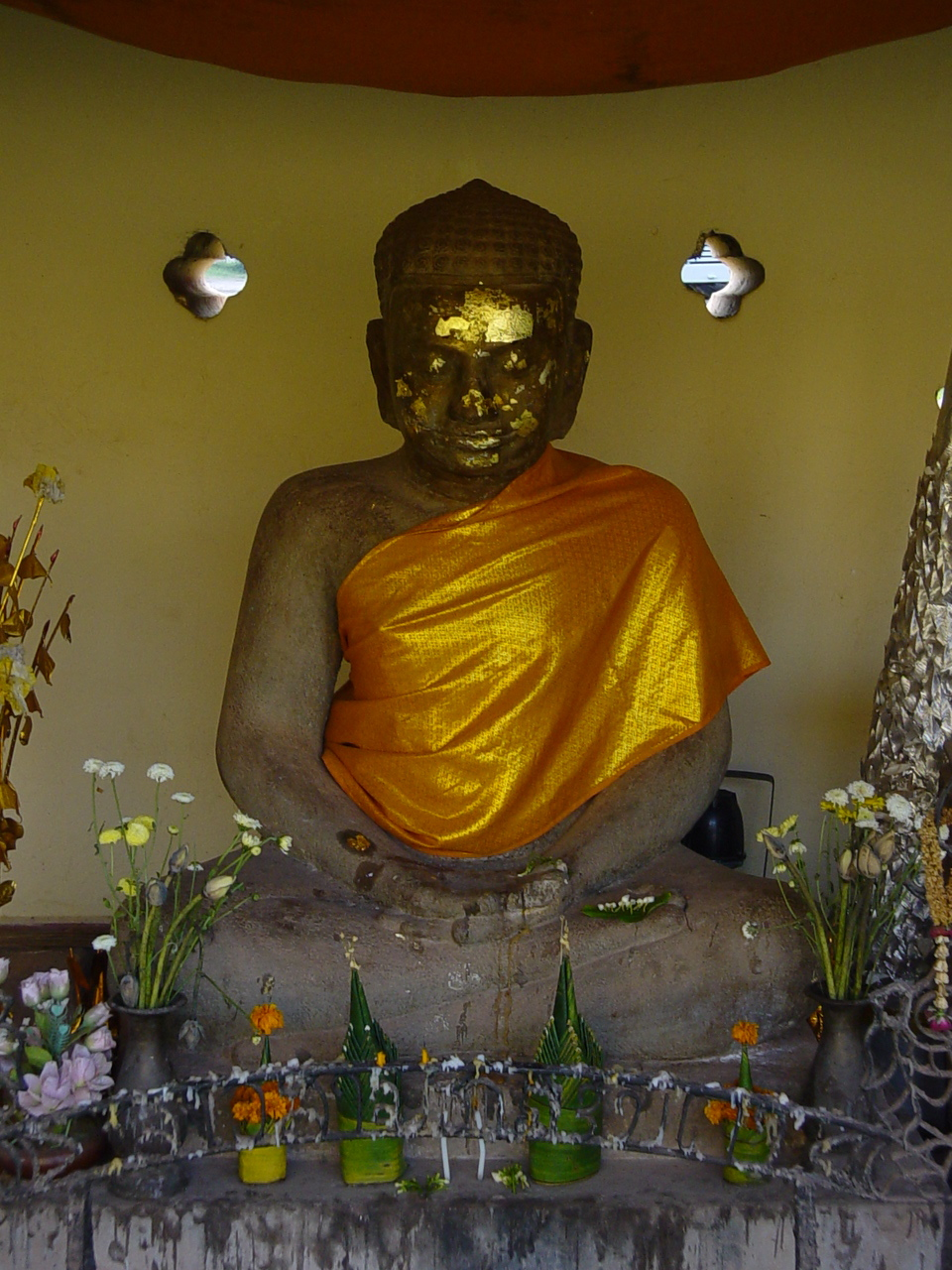
Statue de Jayavarman VII dans le cloître du That Luang de Vientiane (Laos).

Jayavarman VII épousa trois sœurs, filles de la princesse Hirani-Laskhmi et d'un prince de la famille royale inconnu :
1. la princesse Jayarajadevî, sa 1re épouse, était réputée pour sa piété. Elle accompagna son époux au Champā lors de son exil. Ils eurent trois garçons :
  - Crîndrakumara, officier du roi Yaçovarman II ;
  - Suryakumara, prince héritier qui fit rédiger l'inscription de Ta Prohm ;
  - un troisième fils (ou peut-être le même que le précédent) successeur de leur père sous le nom d'Indravarman II ;
2. la princesse Rajendradevî, dont l'inscription de Preah Khan précise qu'elle fut son épouse principale. De cette union est né :
  - Vîrakumâra, qui rédigea le texte de la grande stèle du Preah Khan d'Angkor Thom ;
3. la reine Indradevî, épousée après la mort de la précédente.

Jayavarman VII fut également le père de :
- Tamalinda, qui se fit moine et vécut à Sri Lanka, alors foyer d'une importante réforme bouddhique.
- Sukhara Mahadevi deuxième (ou première) épouse consort de Pha Mueang, qui se serait suicidée en sautant dans la rivière Pa Sak, après avoir essayé de brûler la cité Rad, en apprenant la trahison de celui-ci envers l'empire khmer.

## Culture populaire
Il dirige les Khmers dans le jeu vidéo Civilization VI publié en 2016 par Firaxis Games.